# Aktion Leben
Aktion Leben (volledige naam Aktion Leben Österreich) is een Oostenrijkse pro-life vereniging die raad en hulp  biedt aan vrouwen die te maken hebben met een onbedoelde en/of ongewenste zwangerschap. Ze geven ook voorlichting aan tieners en volwassenen en voor de kleinsten ontwerpen ze spelen.
Aktion leben staat onder leiding van Dr. Gertraude Steindl.